# Kalle Brandt
Kalle Brandt er en pop/rock sanger fra Danmark. Kalle Brandt medvirkede i DR's sangkonkurrence Stjerne for en aften i 2003.

## Diskografi
- På vej (2010)